# Rommelsheim
Rommelsheim is een plaats in de Duitse gemeente Nörvenich, deelstaat Noordrijn-Westfalen, en telt 478 inwoners (31 december 2019). Het ligt in een door suikerbieten- en aardappelakkers gedomineerd, bijna boomloos landschap.
Rommelsheim heeft sedert december 2019 een stationnetje aan de spoorlijn Düren-Euskirchen.
Het Bubenheimer Spieleland is een populair recreatiepark, gericht op gezinnen met kinderen van 3-11 jaar. Het ligt 500 m ten westen van de spoorlijn, tussen Rommelsheim en Jakobwüllesheim, gem. Vettweiß, dat slechts 2 km zuidwaarts ligt en waar een zeer groot kerkgebouw staat. Het is gelegen op een landgoed met voormalige boerderij, waar een succesvol kinderevenement met een maïsdoolhof aanleiding was, het kinderpretpark op te richten.
Naast dit landgoed staat het kasteeltje Burg Bubenheim, waar een lokale jagersvereniging kantoor houdt en cursussen organiseert. De oudste delen van het, in het verleden door talrijke , tot de 20e eeuw adellijke, families bewoonde gebouw dateren uit 1237.

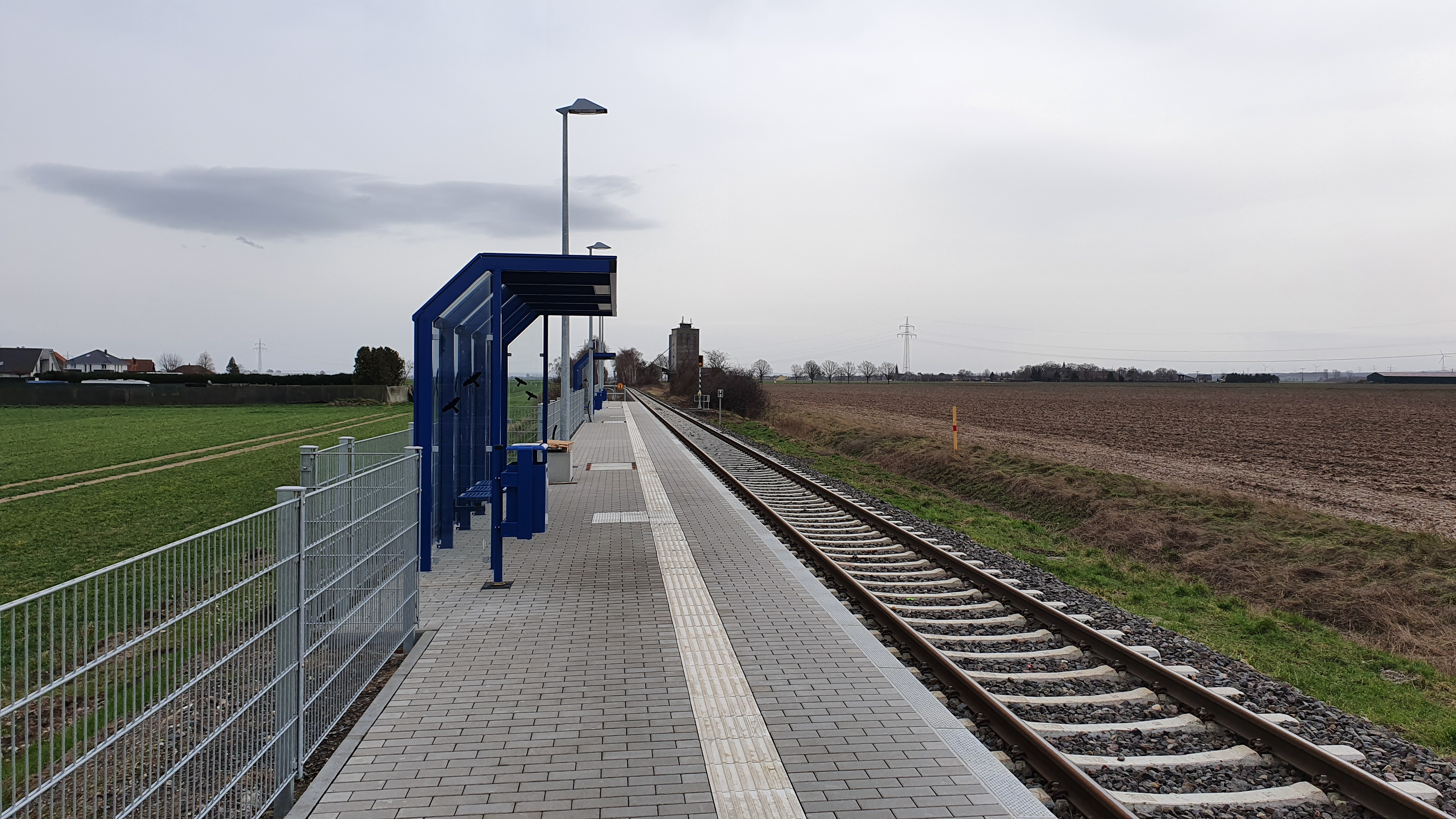
Spoorweghalte Rommelsheim
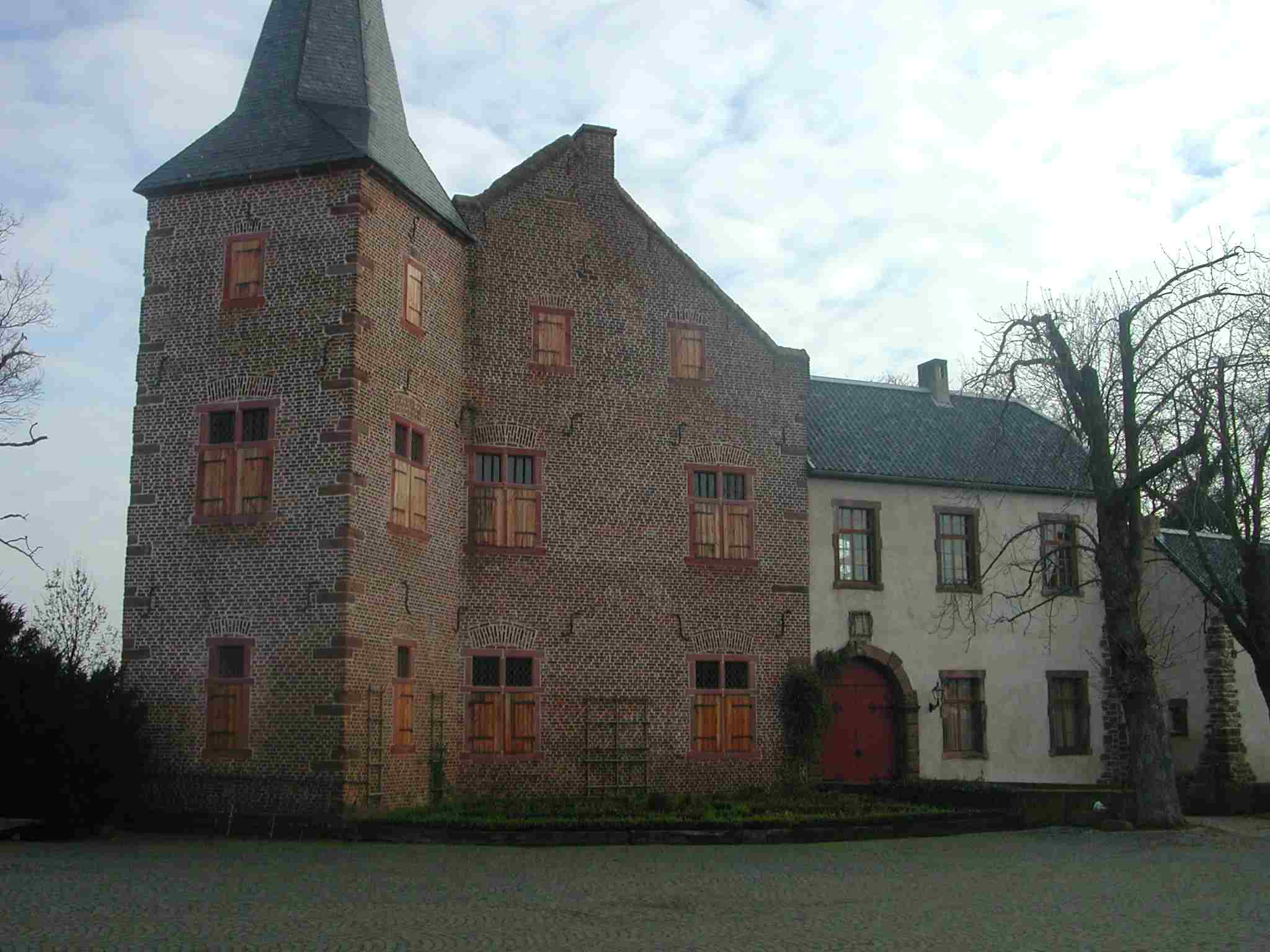
Burg Bubenheim